# René Bélance
René Bélance, né le 8 janvier 1915 à Corail et mort le 11 janvier 2004 à Port-au-Prince, est un poète haïtien de langue française.
Appelé « poète surréaliste » par le journaliste Roger Gaillard pour son recueil Épaule d'ombre en 1943, Il rencontre André Breton lors de sa visite à Port-au-Prince en 1945 et s'entretient avec lui pour le journal d'Haïti.
La poésie de Bélance est, selon Jean-Louis Joubert, « ouvertement révolutionnaire» 
En 1962, Bélance part pour l’Université de Californie à Berkeley où il enseigne, avant de rejoindre le Whitman College (à Walla Walla dans l’état de Washington) puis le Williams College dans le Massachusetts et l'Université Brown.

## Œuvre
- Épaule d’ombre, Port-au-Prince, Imprimerie de l’État, 1945
- Nul ailleurs, Pétion-Ville, Éditions Grand-Anse, 1984

Les deux ouvrages sont republiés en 2006 par les Presses Nationales d’Haïti.